# Braunsbach
Braunsbach es un municipio en el distrito de Schwäbisch Hall en Baden-Wurtemberg, Alemania, con unos 2.515 habitantes:
- el núcleo Braunsbach tiene 924 habitantes[2]
- el barrio Arnsdorf 201[2]
- el barrio Geislingen am Kocher 333[2]
- el barrio Döttingen 235[2]
- el barrio Jungholzhause 302[2]
- el barrio Orlach 201[2]
- el barrio Steinkirchen 319[2]

## Puntos de interés
- el castillo de Braunsbach, en parte construido en 1250[3]
- la iglesia protestante en el castillo[3]
- la Puerta de Döttingen en Braunsbach (resto de la muralla de la aldea)[3]
- el castillo de Tierberg (siglo XIII), el antiguo pabellón de caza de los príncipes de Hohenlohe[3]
- el castillo de Döttingen (construido en el siglo XVI), en la actualidad hotel y restaurante.[3]
- la casa del antiguo alcalde J.M. Gronbach en Orlach (hoy Casa Schumm), conocida por el libro «Das Mädchen von Orlach»[3] que puede traducirse como «la chica de Orlach».
- el puente de Kochertal cerca de Geislingen (mayor puente de hormigón armado de Europa. 1 128 m de longitud y 185 m de altura).[3]
- Museo del Puente en Geislingen[3]
- Museo del Rabinato en Braunsbach[3]
- reserva natural "Boca del Arroyo Grimmbach"[3]
- Sala del País de Castillos (nombre local: Burgenlandhalle) en Braunsbach (en parte antigua sinagoga)[3]
- cementerio judío de  Braunsbach[3]

## La chica de Orlach
«La chica de Orlach» es un cuento de fantasmas del Biedermeier. Su protagonista fue Magdalena Gronbach que supuestamente poseyó poderes de percepción extrasensoriales. En febrero de 1831 un fantasma blanco apareció varias veces a ella. Siempre cuando apareció se desató un pequeño incendio en la casa. Dijo que fue la monja cisterciense Mariane Susanne de Orlach nacida como Magdalena el 12 de septiembre, pero no de 1812, sino precisamente 400 años antes, es decir en 1412. Imploró salvación de Magdalena. Cuando quiso saber que recompensa recibiría respondió: "¡No os acumuléis tesoros en la tierra!". A comienzos de junio del mismo año le apareció el fantasma de un fraile capuchino en la forma de una oscura sombra negra amenazadora. Cayó en un trance y en este estado respondió a todas las preguntas que le hicieron. A  consecuencia de ello mucha gente llegó de todas partes del país para pedir consejo sobre lo que pasaría en el futuro. Después de haber observado a Magdalena durante cinco semanas el médico oficial superior Justinus Kerner llegó a la conclusión de que se tratase de un "estado de posesión".

## Enlaces
- Wikimedia Commons alberga una categoría multimedia sobre Braunsbach.
- Sitio web de Braunsbach

- Datos: Q80995
- Multimedia: Braunsbach / Q80995